# اس‌ام‌اس هنسا (۱۸۹۸)
اس‌ام‌اس هنسا (۱۸۹۸) (به انگلیسی: SMS Hansa (1898)) یک کشتی بود که طول آن ۱۱۰٫۶ متر (۳۶۳ فوت) بود. این کشتی در سال ۱۸۹۸ ساخته شد.